# Tunabergs socken
Tunabergs socken i Södermanland ingick i Jönåkers härad, ingår sedan 1971 i Nyköpings kommun och motsvarar från 2016 Tunabergs distrikt.
Socknens areal är 111,77 kvadratkilometer, varav 109,07 land. År 2000 fanns här 2 016 invånare. Tätorterna Buskhyttan och Nävekvarn samt kyrkbyn Koppartorp med sockenkyrkan Tunabergs kyrka ligger i socknen. 

## Administrativ historik
Tunabergs socken bildades på 1620-talet genom en utbrytning ur Tuna socken efter att församlingen utbrutits därifrån som kapellförsamling 1538. Till socknen överfördes från Kvarsebo socken, Ingevallshytta 11 december 1860 Ingevallshytta och Häradstorp 12 december 1887.  
Vid kommunreformen 1862 övergick socknens ansvar för de kyrkliga frågorna till Tunabergs församling och för de borgerliga frågorna till Tunabergs landskommun. Landskommunen uppgick 1971 i Nyköpings kommun.
1 januari 2016 inrättades distriktet Tunaberg, med samma omfattning som församlingen hade 1999/2000.  
Socknen har tillhört län, fögderier, tingslag och domsagor enligt vad som beskrivs i artikeln Jönåkers härad.  De indelta soldaterna tillhörde Södermanlands regemente, Livkompaniet. De indelta båtsmännen tillhörde Andra Södermanlands båtsmanskompani.

## Geografi

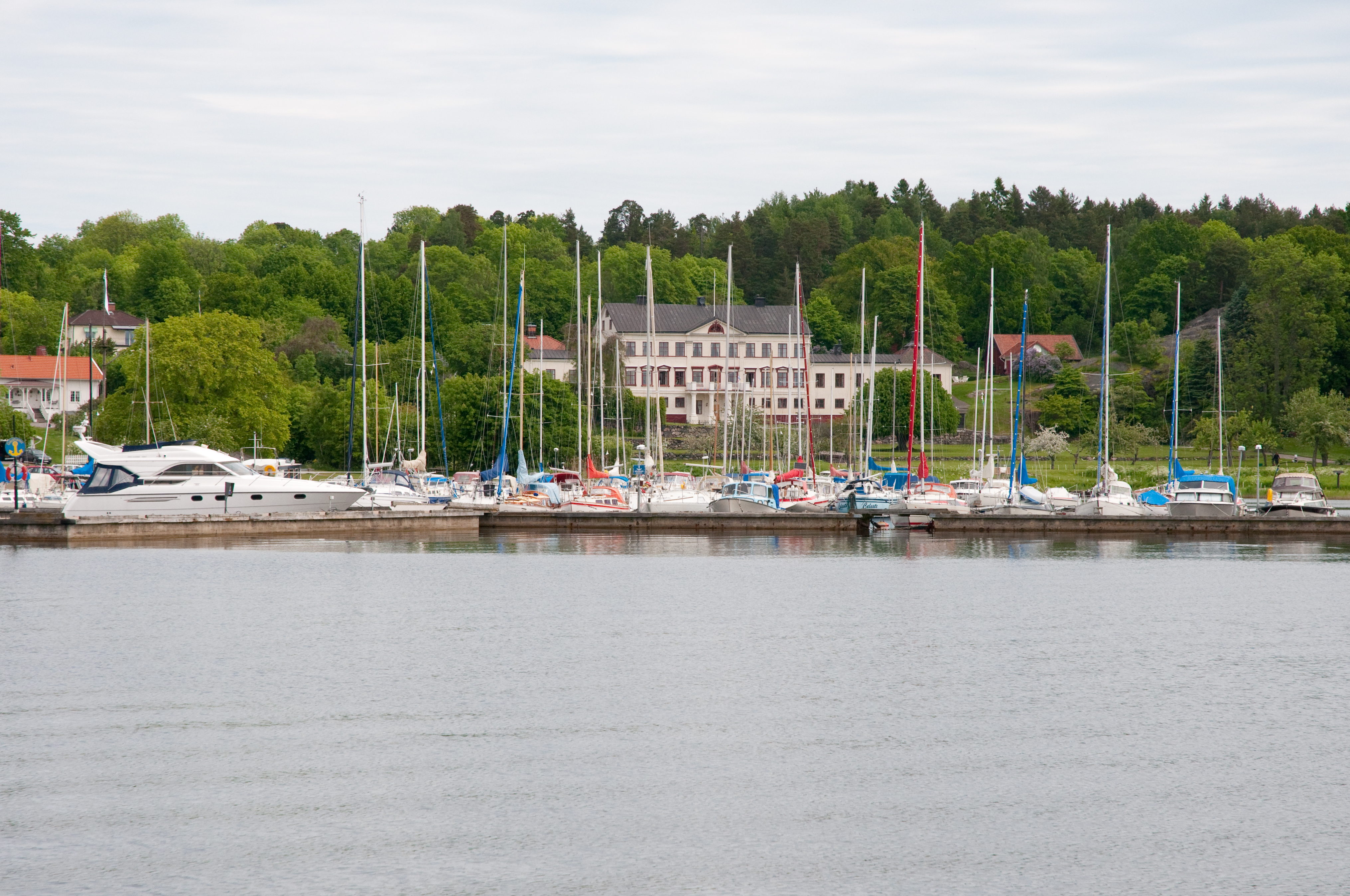
Nävekvarn med Nävekvarns herrgård.

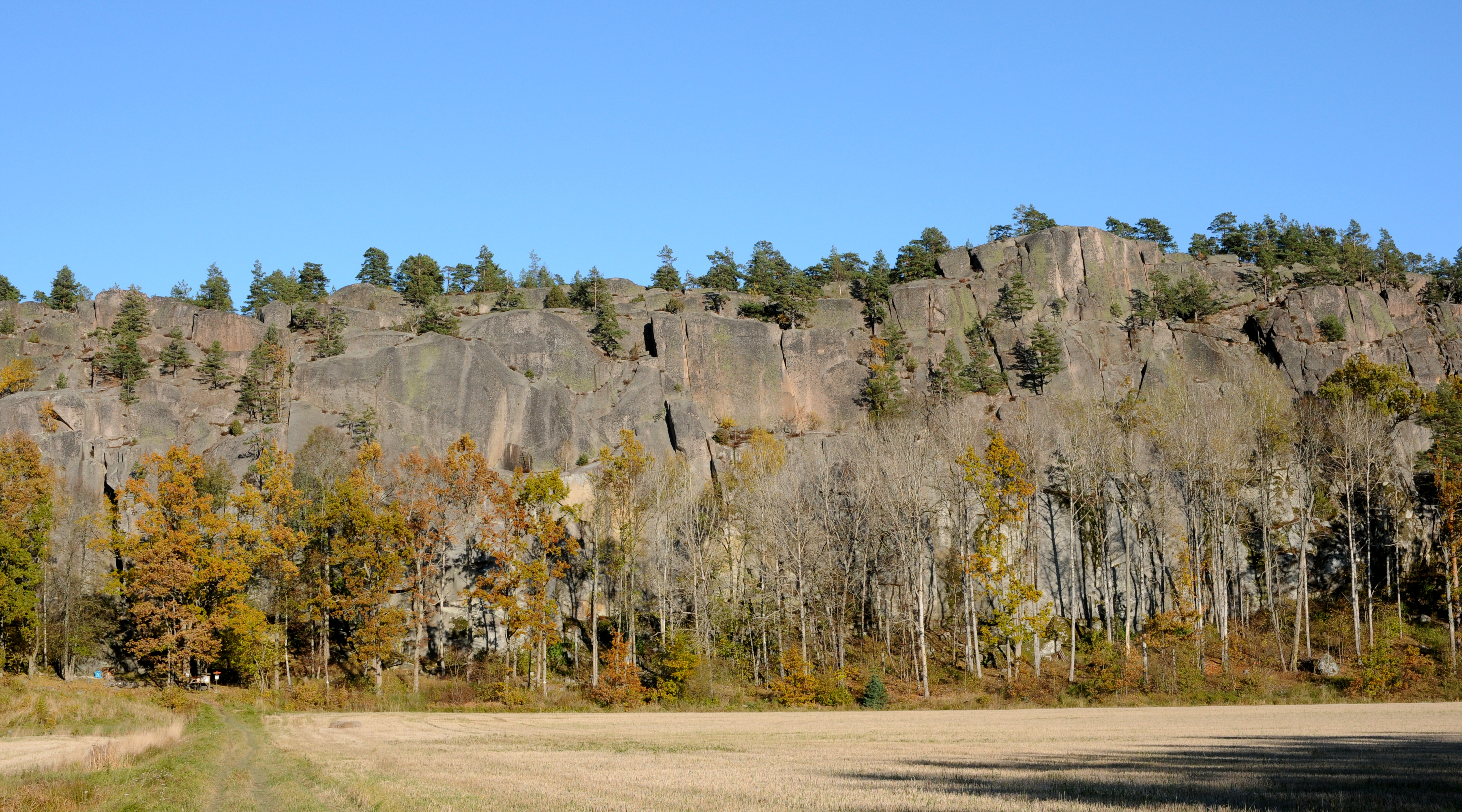
Simonberget.

Tunabergs socken ligger söder om Nyköping på sydöstra delen av Kolmården vid inloppet till Bråviken och har viss skärgård. Socknen är en kuperad skogsbygd.
Socknen utgör huvuddelen av Tuna bergslag (koppar, järn, kobolt, mangan, bly och zink).

## Fornlämningar
Drygt 20 boplatser från stenåldern. Från bronsåldern finns cirka 90 gravröse däribland ett storröse och långrösen på Gullängsberget. En hällristning är känd. Från järnåldern finns fyra gravfält. Cirka 20 hyttplatser och flera gruvhål från historisk tid är funna.

## Namnet
Namnet betyder Tuna (sockens) bergslag.

## Tunaberg i musiken
Orten är även känd från vissångaren Ulf Peder Olrogs visa "Samling vid pumpen" som blev känd genom Sigge Fürsts inspelning från 1945.